# 希尔泽和赖恩
希尔泽和赖恩（荷蘭語：Gilze en Rijen，荷蘭語發音：[ˌɣɪlzə ʔɛn ˈrɛiə(n)] ⓘ）是荷蘭的一個市镇，位於荷蘭南部，在行政區劃上屬於北布拉班特省。這裡有一個空軍基地。

## 外部連結
- 维基共享资源上的相關多媒體資源：希尔泽和赖恩
- Official website （页面存档备份，存于）